# Seznam ťinských císařů (1115–1234)
Ťinští císaři stáli v čele říše Ťin, džürčenského státu existujícího v letech 1115–1234. Zakladatelem říše Ťin a prvním císařem dynastie Ťin byl Aguda z klanu Wanjen (císař Tchaj-cu), předtím přední džürčenský náčelník v severním Mandžusku. Roku 1115 stanul v čele povstání Džürčenů proti kitanské říši Liao, prohlásil se císařem říše Ťin a začal dobývat Liao, které Džürčeni zcela obsadili do roku 1125. Vzápětí zaútočili na čínskou říši Sung a dobyli severní Čínu. Mandžusku a severní Číně vládli ťinští císaři do prvních desetiletí 13. století, ve válce s Mongolskou říší, která začala roku 1211 však byli neúspěšní a roku 1234 říše Ťin zanikla. 

## Seznam císařů
Podle čínské tradice císař po smrti obdržel čestné posmrtné jméno. Posmrtná jména ťinských císařů byla zpravidla dlouhá – např. osmnáctiznakové jméno zakladatele ťinské dynastie, císaře Tchaj-cua – a k identifikaci císařů se nepoužívají, nejsou proto v seznamu uvedena. Výjimkou jsou dva císaři, kteří byli posmrtně zbaveni císařské hodnosti a poslední císař dynastie.
Dalším jménem udělovaným posmrtně bylo chrámové jméno, určené k použití při obřadech v chrámu předků dynastie. Obě jména vyjadřovala charakter vlády a císaře, například zakladatelé dynastií dostávali chrámové jméno Tchaj-cu (太祖, Velký předek).
Éra vlády je název kratšího či delšího období vlády, shrnující základní směr státní politiky. Ťinští císaři vyhlašovali po dobu své vlády jednu, či více ér.
| Jméno (čínsky)                                   | Jméno (čínsky)                         | Jméno (čínsky)                                          | Narození Úmrtí | Vláda     | Éra vlády (čínsky)                                                                           |
| chrámové                                         | posmrtné                               | příjmení a osobní jméno                                 | Narození Úmrtí | Vláda     | Éra vlády (čínsky)                                                                           |
| ------------------------------------------------ | -------------------------------------- | ------------------------------------------------------- | -------------- | --------- | -------------------------------------------------------------------------------------------- |
| Tchaj-cu 太祖                                    | (1)                                    | Wan-jen A-ku-ta 完顏阿骨打 nebo Wan-jen Min 完顏旻      | 1068–1123      | 1115–1123 | Šou-kuo (收國, 1115–1116) Tchien-fu (天輔, 1117–1123)                                        |
| Tchaj-cung 太宗                                  | (1)                                    | Wan-jen Wu-čchi-maj 完顏吳乞買 nebo Wan-jen Šeng 完顏晟 | 1075–1135      | 1123–1135 | Tchien-chuej (天會, 1123–1135)                                                               |
| Si-cung 熙宗                                     | (1)                                    | Wan-jen Che-la 完顏合剌 nebo Wan-jen Tan 完顏亶         | 1119–1150      | 1135–1150 | Tchien-chuej (天會, 1135–1138) Tchien-ťüan (天眷, 1138–1141) Chuang-tchung (皇統, 1141–1149) |
| neuděleno                                        | král Chaj-ling 海陵王                  | Wan-jen Ti-ku-naj 完顏迪古乃 nebo Wan-jen Liang 完顏亮  | 1122–1161      | 1149–1161 | Tchien-te (天德, 1149–1153 Čen-jüan (貞元, 1153–1156) Čeng-lung (正隆, 1156–1161)            |
| Š’-cung 世宗                                     | (1)                                    | Wan-jen Wu-lu 完顏烏祿 nebo Wányán Jung 完顏雍          | 1123–1189      | 1161–1189 | Ta-ting (大定, 1161–1189)                                                                    |
| Čang-cung 章宗                                   | (1)                                    | Wan-jen Ťing 完顏璟                                     | 1168–1208      | 1189–1208 | Ming-čchang (明昌, 1190–1196) Čcheng-an (承安, 1196–1200) Tchaj-che (泰和, 1200–1208)        |
| neuděleno                                        | král Šao z Wej 衛紹王 (král Wej, 衛王) | Wan-jen Jung-ťi 完顏永濟                                | 1168–1213      | 1208–1213 | Ta-an (大安, 1209-1212) Čchung-čching (崇慶, 1212-1213) Č'-ning (至寧, 1213)                 |
| Süan-cung 宣宗                                   | (1)                                    | Wan-jen Sün 完顏珣                                      | 1163–1224      | 1213–1224 | Wan-jen (貞祐, 1213-1217) Sing-ting (興定, 1217-1222) Jüan-kuang (元光, 1222-1224)           |
| Aj-cung 哀宗                                     | (1)                                    | Wan-jen Šou-sü 完顏守緒                                 | 1198–1234      | 1224–1234 | Čeng-ta (正大, 1224-1232) Kchaj-sing (開興, 1232) Tchien-sing (天興, 1232-1234)              |
| neuděleno                                        | Mo-ti 末帝                             | Wan-jen Čcheng-lin 完顏承麟                             | ?–1234         | 1234      | nevyhlášena                                                                                  |
| (1) Příliš dlouhé a proto historiky nepoužívané. |                                        |                                                         |                |           |                                                                                              |